# Draconarius baxiantaiensis
Draconarius baxiantaiensis är en spindelart som beskrevs av Wang 2003. Draconarius baxiantaiensis ingår i släktet Draconarius och familjen mörkerspindlar. Inga underarter finns listade i Catalogue of Life.